# Stara vas
Stara vas je naselje v Občini Postojna.